# Ахундов, Турал Мохсум оглы
Турал Мохсум оглы Ахундов (азерб. Axundov Tural Möhsüm oğlu; 1 августа 1988, Баку) — азербайджанский футболист, защитник клуба «Кяпаз». Выступал за сборную Азербайджана.

## Клубная карьера

### Чемпионат
Профессиональную карьеру футболиста начал в 2009 году с выступления в составе ФК «Мугань». Проведя в стане сальянцев два сезона, в 2011 году переходит в ряды ФК «Ряван», где долгое время носит капитанскую повязку. Летом 2013 года подписывает годовой контракт с клубом премьер-лиги ФК «Симург». В ноябре 2014 года руководство закатальского клуба продлевает контракт с футболистом до конца июня 2017 года. Однако проведя в составе «Симурга» два сезона и 63 матча, покидает ряды команды.
Во время селекционных сборов, прошедших в июне 2015 года, в Гяндже, привлекается в состав команды «Кяпаз». В основном составе гянджинцев дебютирует уже в первом же матче чемпионата страны 9 августа 2015 года против бакинского «Нефтчи» в качестве капитана команды.

### Кубок
Провел в Кубке Азербайджана следующие игры:
| № | Дата            | Раунд                                     | Клуб              | Соперник          | Лига         | Итог  |
| - | --------------- | ----------------------------------------- | ----------------- | ----------------- | ------------ | ----- |
| 1 | 8 декабря 2010  | Второй раунд — 1/8 финала                 | «Баку»            | «Мугань»          | Премьер-лига | 1 : 1 |
| 2 | 30 ноября 2011  | Первый раунд — 1/16 финала                | «Баку»            | «Ряван»           | Премьер-лига | 0 : 0 |
| 3 | 27 февраля 2013 | Третий раунд — 1/4 финала, первая встреча | «Ряван»           | «Хазар-Ленкорань» | Премьер-лига | 1 : 2 |
| 4 | 7 марта 2013    | Третий раунд — 1/4 финала, ответная игра  | «Хазар-Ленкорань» | «Ряван»           | Премьер-лига | 4 : 1 |
| 5 | 4 декабря 2013  | Второй раунд — 1/8 финала                 | «Араз-Нахчыван»   | «Симург»          | Премьер-лига | 2 : 2 |

## Сборные Азербайджана

### U-21
В 2009—2010 годах провел три игры в составе молодёжной сборной Азербайджана в квалификационных матчах Чемпионата Европы против сборных Австрии, Шотландии и Беларуси.